# Maria Rumuńska (królowa Jugosławii)
Maria Hohenzollern-Sigmaringen, znana też jako Marioara, Marija, Mignon (ur. 6 stycznia 1900 w Gocie, zm. 22 czerwca 1961 w Londynie) – księżniczka rumuńska, królowa Jugosławii.
Urodziła się w Gocie w Turyngii (w Niemczech), gdzie panował wtedy jej dziadek ze strony matki – książę Alfred Sachsen-Coburg-Gotha. Była drugą córką Ferdynanda Hohenzollerna, wtedy jeszcze koronowanego księcia Rumunii, i jego żony Marii Sachsen-Coburg-Gotha, księżniczki Edynburga (wnuczki królowej Wiktorii). W momencie jej narodzin, w Rumunii panował jej cioteczny dziadek, król Karol I.
Maria była dobrze wykształcona. Mówiła biegle kilkoma językami. Interesowała się malarstwem. Jeździła samochodem, co było bardzo nietypowe w tym czasie. Wyszła za mąż za Aleksandra Karađorđevicia, króla Jugosławii. Uroczystość odbyła się 8 czerwca 1922 w Belgradzie. W nowej ojczyznie była kochana i szanowana. Do dziś pozostaje w pamięci Serbów – jej imię nosi wiele szkół, ulic (Ulica kraljice Marije) oraz organizacji.
Jej mąż został zastrzelony w 1934 roku w Marsylii. Maria została królową-matką. Zmarła na wygnaniu w Londynie, gdzie prowadziła stosunkowo normalne życie, bez królewskich ekstrawagancji. Pochowano ją w Królewskim Mauzoleum we Frogmore. 29 kwietnia 2013 jej ciało, za zgodą królowej Elżbiety, zostało przeniesione do Belgradu, a pochowane 26 maja w rodzinnym grobowcu dynastii Oplenac w Topoli, wraz z królową Aleksandrą.

## Potomstwo
- Piotr II, król Jugosławii (1923–1970)

∞ księżniczka Aleksandra Grecka i Duńska
- książę Tomisław (1928–2000)

∞ księżniczka Małgorzata Badeńska
∞ Linda Mary Bonney
- książę Andrzej (1929–1990)

∞ księżniczka Krystyna Małgorzata Heska
∞ księżniczka Kira von Leiningen
∞ Ewa Maria Anđelković

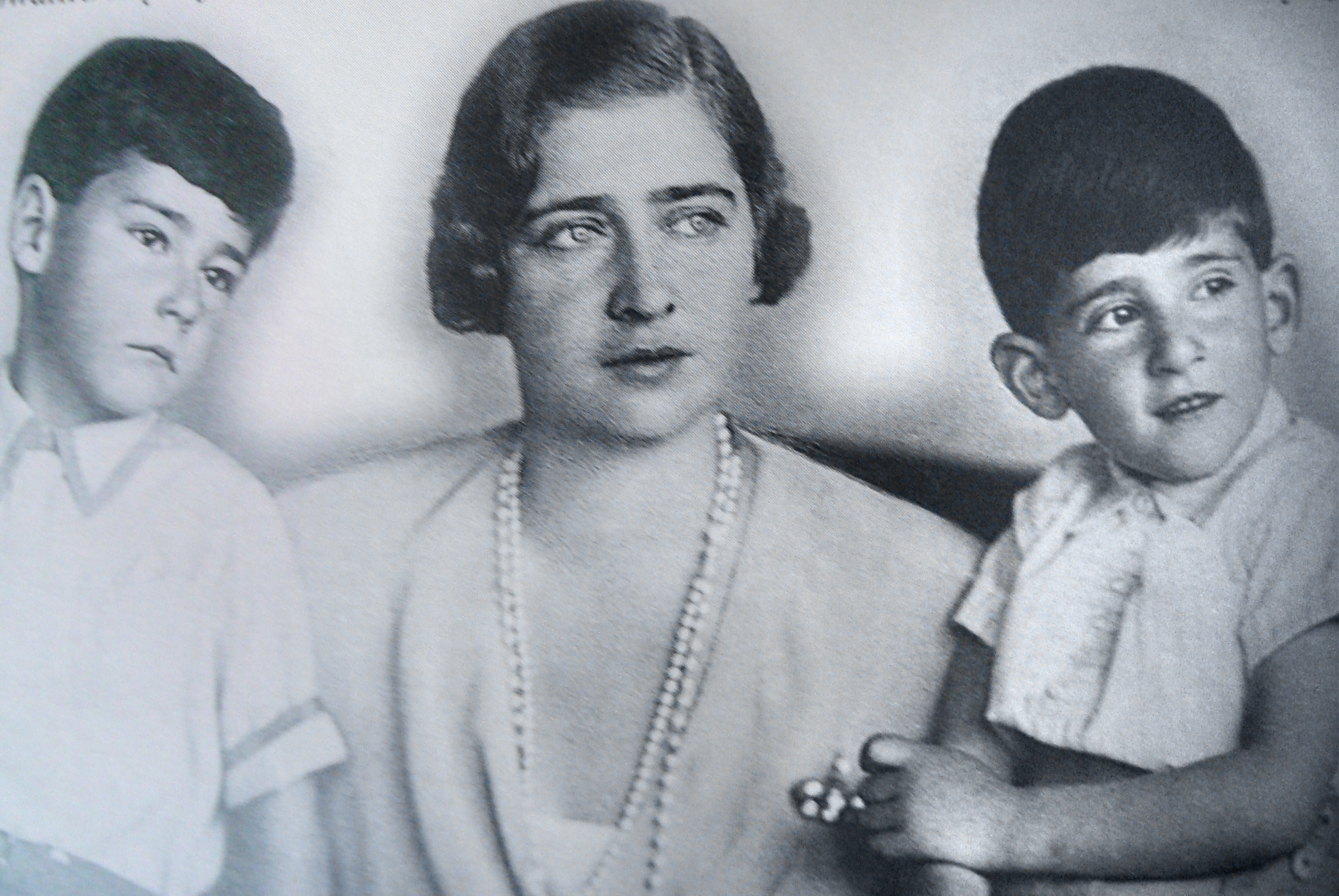
Maria z dwoma najmłodszymi synami
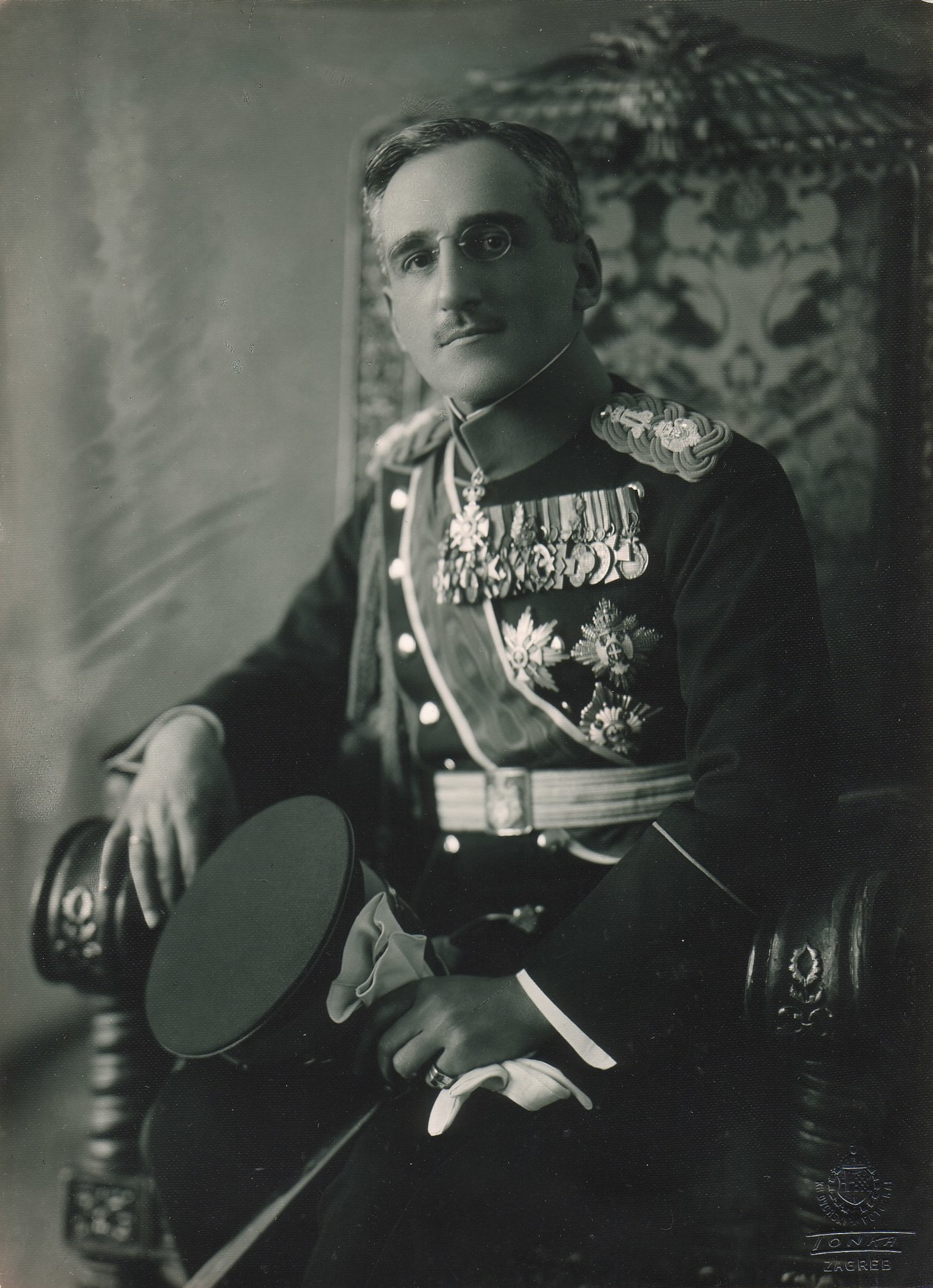
Mąż Marii, Aleksander I